# Guillermo Sepúlveda
Guillermo Sepúlveda, teljes nevén Guillermo Sepúlveda Rodríguez (Guadalajara, 1934. november 29. – 2021. május 19.) válogatott mexikói labdarúgó, középhátvéd.

## Pályafutása
Pályafutása első, egyben legnagyobb szakaszát a korszak egyeduralkodó mexikói csapatánál, a Guadalajaránál töltötte 1952-től 1966-ig. Ezalatt egyszeres kupa- és hatszoros szuperkupa-győztes lett, ezenkívül nyert hét bajnoki címet és egy CONCACAF-BL-t. Pályafutása végén a CF Nuevo Leónban és a CD Oro csapatában vezetett le.
A válogatottal két világbajnokságon (1958, 1962) vett részt. Az 1958-as tornán mindössze egy összecsapáson, Magyarország ellen lépett pályára, 1962-ben azonban már az összes mexikói érdekeltségű meccsen lehetőséget kapott – Brazília, Spanyolország és a csehszlovákok ellen. Összesen húsz meccse van a nemzeti csapatban.

## Sikerei, díjai
CD Guadalajara
- CONCACAF-bajnokok ligája (1): 1962
- Mexikói bajnok (7): 1956–57, 1958–59, 1959–60, 1960–61, 1961–62, 1963–64, 1964–65
- Mexikói kupa (1): 1962–63
- Mexikói szuperkupa (6): 1957, 1959, 1960, 1961, 1964, 1965